# اضطراب النقص التحفيزي
اضطراب النقص التحفيزي، هو اسم لمرض مزيف تم تخيله من اجل القيام بحملة صحية لزيادة الوعي لترويج المرض.

## حملة

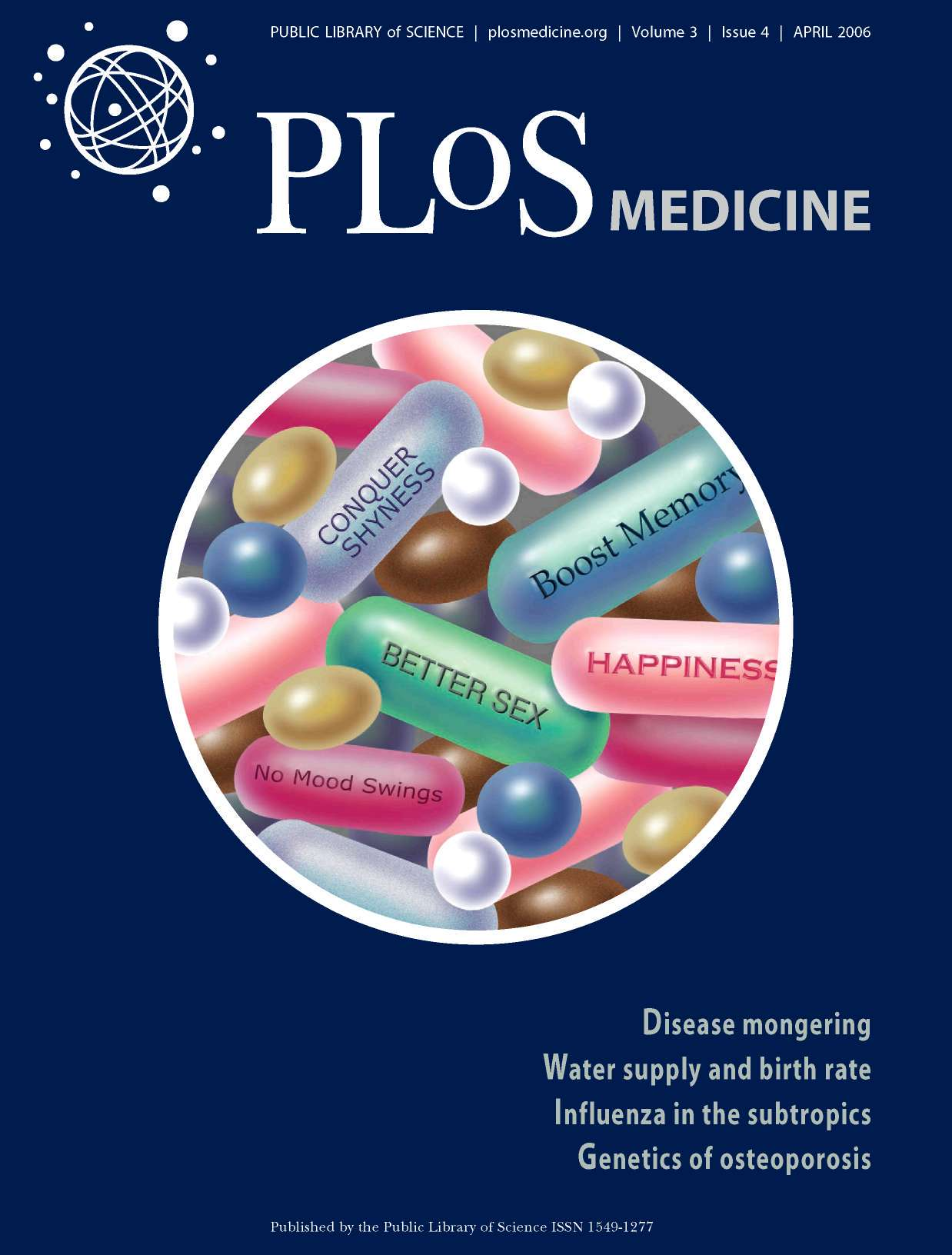
تضمنت الحملة الأصلية إشعارًا لقراءة هذا العدد من PLOS

تم وصف المرض لأول مرة في جهد متناسق بواسطة راي موينيهان عندما نشرت المجلة الطبية البريطانية وصفًا للمرض في يوم كذبة أبريل في عام 2006.
يقال أن طبيب الأعصاب المزيف «ليث أرغوس» لوصف الاضطراب، وجد أن «الكسل الشديد قد يكون له أساس طبي» وأن «اضطراب نقص التحفيزي يمكن أن يكون مهلكا، لأن هذه الحالة قد تقلل من الدافع للتنفس».  على الرغم من كونها حالة غير مفهومة، فهي أيضًا «تعتبر ناقصة التشخيص وغير المعالجة». واشتكى شخص متعايش بهذه الحالة من أنه سيقضي اليوم كله على الشاطئ.
في الحملة الأصلية، أوصى المسوقون الطبيون بعلاج المرض بعقار يسمى «اندوليبانت». عرضوا حالة التي تدرس رجل كسول تناول الدواء ثم نزل من أريكته ليبدأ العمل كمستشار استثماري.  أيضًا تضمنت الحملة الأصلية على إعلان لقضية PLOS حول ترويج المرض.
في عام 2008 أعادت منظمة المستهلكين الدولية إحياء الحملة لجذب المزيد من الانتباه إلى قضية الترويج للأمراض.
على الرغم من كونها مجرد خدعة ساخرة، فقد أبلغت بعض وسائل الإعلام عن المرض كما لو كان اضطرابًا حقيقيًا.  تم اختراع المرض وتقديمه لعامة الناس كدليل يوضح على أن بعض وسائل الإعلام مستعدون نشر القصص صحية مثيرة وأن يستجيب الناس مع القلق عندما يفعلون ذلك.

## روابط خارجية
- تقرير لمدة 4 دقائق عن اضطراب نقص التحفيز
- إعلان فيديو مدته دقيقة عن عقار لعلاج اضطراب نقص التحفيز
- تم الإعلان عن إصدار PLOS في المقالة الأصلية
- نسخة من تقرير الراديو عن الحالة